# IC 1440
IC 1440 је елиптична галаксија у сазвјежђу Водолија која се налази на листи објеката дубоког неба у Индекс каталогу.
Деклинација објекта је - 16° 0' 59" а ректасцензија 22h 16m 33,2s. Привидна величина (магнитуда) објекта IC 1440 износи 14,5 а фотографска магнитуда 15,5. IC 1440 је још познат и под ознакама MCG -3-56-13, PGC 68470.